# HD41684
HD41684 — хімічно пекулярна зоря спектрального класу A2, що має видиму зоряну величину в смузі V приблизно  7,9.
Вона  розташована на відстані близько 420,8 світлових років від Сонця.